# Goliath (Six Flags New England)
Pour les articles homonymes, voir Goliath.
Goliath sont des montagnes russes navette inversées du parc Six Flags New England, situé à Agawam dans le Massachusetts, aux États-Unis.

## Historique
L'attraction a ouvert pour la première fois au parc Six Flags Magic Mountain le 25 août 2001. Elles sont relocalisées à Six Flags New England.

## Le circuit
Il s'agit du modèle Giant Inverted Boomerang, une version évoluée du modèle Boomerang du même constructeur. Il présente les mêmes figures que ce dernier mais sur une voie inversée, un parcours plus ample et dont les extrémités sont verticales.

## Statistiques
- Trains : Un seul train de huit wagons. Les passagers sont placés à quatre par rangée pour un total de 32 passagers par train.
- Taille maximale : 1,93 mètre

### Attractions de ce type
Vekoma a construit six Giant Inverted Boomerang :
- Déjà Vu à Six Flags Magic Mountain, ouvert le 25 août 2001, délocalisé en 2012 à Six Flags New England et rouvert le 25 mai 2012 sous le nom Goliath.
- Déjà Vu à Six Flags Over Georgia, ouvert le 1er septembre 2001, démonté en 2007. Il est revendu à Mirabilandia et rouvert le 6 mai 2011 sous le nom Sky Mountain.
- Déjà Vu à Six Flags Great America, ouvert du 7 octobre 2001 au 28 octobre 2007, revendu à Silverwood Theme Park et rouvert le 21 juillet 2008 sous le nom Aftershock.
- Stunt Fall à Parque Warner Madrid, ouvert le 24 juillet 2002.
- Mountain Peak à Jin Jiang Action Park, ouvert en 2011.
- Quantum Leap à Sochi Park Adventureland, ouvert en 2014.